# Liptena pearmani
Liptena pearmani är en fjärilsart som beskrevs av Henry Stempffer 1974. Liptena pearmani ingår i släktet Liptena och familjen juvelvingar. Inga underarter finns listade i Catalogue of Life.